# Trebostovo
Trebostovo es un municipio del distrito de Martin en la región de Žilina, Eslovaquia, con una población estimada a final del año 2024 de 651 habitantes.
Se encuentra ubicado al oeste de la región, cerca del curso alto del río Váh (cuenca hidrográfica del Danubio) y del parque nacional de Veľká Fatra.

## Demografía
| Año        | 1994 | 2004    | 2014     | 2024     |
| ---------- | ---- | ------- | -------- | -------- |
| Población  | 431  | 455     | 538      | 651      |
| Diferencia |      | +5,56 % | +18,24 % | +21,00 % |

| Año        | 2023 | 2024    |
| ---------- | ---- | ------- |
| Población  | 639  | 651     |
| Diferencia |      | +1,87 % |